# قرية الشريعة
هي قرية سعودية تتبع محافظة بيش إدارياً الواقعة بمنطقة جازان، حيث تقع شمال المحافظة على بعد كيلومترين فقط وتقع على الطريق الدولي الذي يربط جدة - جازان - اليمن وعدد سكانها 400 نسمة تقريباً.
.